# جوشوا همر
جوشوا همر (بالإنجليزية: Joshua Hammer)‏ هو صحفي أمريكي، ولد في 12 يونيو 1957.